# Илкин атентат
Илкин атентат је неуспели покушај Јелене-Илке Марковић, удовице пуковника Јеврема Марковића стрељаног због учешћа у Тополској буни, да 11. октобра 1882. у Саборној цркви убије краља Милана Обреновића хицем из револвера. Илка је осуђена 12. априла 1883. на смрт стрељањем, потом помилована, али је ускоро нађена задављена у пожаревачком затвору.

## Узроци и опис
Пуковник Јеврем Марковић, рођени брат Светозара Марковића и некадашњи социјалистичко-радикалски посланик, стрељан је 1878. године услед учешћа у Тополској буни. Наредбу о стрељању издао је кнез Милан Обреновић у жељи да се разрачуна са вођама и организаторима ове буне.
Јесени 1882. у Србији је наговештена нова политичка криза услед сукоба у владајућој Напредној странци. Краљ је желео тешње повезивање са суседном силом Аустроугарском. Након дипломатског путовања и Беч, он се 11. октобра паробродом вратио у Србију и искрцао на Савском пристаништу. Кренуо је у Саборну цркву, на чијем улазу је наишао на Јелену Марковић.
Удовица, обучена у црно одело, извукла је револвер и са раздаљине од дванаест корака испалила хитац на Обреновића. Међутим, у пуцању неискусна Илка је краља промашила. Одмах је разоружана, како не би испалила још један хитац. Куршум (пиштољско зрно) који је испаљен је сачуван. Краљ Милан је након догађаја наредио да се опточи драгим камењем и користио га као иглу за кравату. Данас се овај артефакт налази у Музеју града Београда.

## Последице
Испитивање Јелене Марковић трајало је месецима. Све време је тврдила да није имала саучесника. Неколико Илкиних пријатеља и познаника су ухапшени, али је само њена рођака Лена Книћанин доведена у везу са атентатом. Она је била удовица официра и пуковника Антонија Книћанина. Приликом саслушања, признала је да је била упозната са Илкиним плановима.
Илка је осуђена на смрт 12. априла 1883. године. Суђено јој је за покушај атентата из личних побуда. Политичка позадина овог догађаја није откривена. Илка је затим помилована и послата у затвор у Пожаревцу. Неколико седмица касније пронађена је задављена у својој ћелији. Сем тога, Лена је нађена обешена у затвору 28. марта 1883.
Обе смрти догодиле су се под сумњивим околностима: војник на стражи код Лене Книћанке, такође је погинуо. У оба случаја по један лекар из комисије за увиђај издвојио је своје мишљење да се не ради о самоубиству (код Книћанке био је то Лазар Пачу).
Године 1891. краљ Милан и Милутин Гарашанин оптуживали су се у штампи као наредбодавци убиства. Краљ Милан је покушао да атентат искористи против радикала, али ислеђење није доказало њихово учешће. Ипак, вође радикала су знале за његову припрему, што потврђује и Раша Милошевић, члан Главног одбора Радикалне странке.

## У популарној култури
- Илка, телевизијски филм према мотивима овог атентата у режији Здравка Шотре снимљен је 2003. године у продукцији РТС-а.[8][9]